# Cephalaria hirsuta
Cephalaria hirsuta là một loài thực vật có hoa trong họ Kim ngân. Loài này được Stapf mô tả khoa học đầu tiên năm 1885.